# برایان پیپارد
سر آلفرد برایان پیپارد (به انگلیسی: Sir Alfred Brian Pippard) (۷ سپتامبر ۱۹۲۰–۲۱ سپتامبر ۲۰۰۸)، عضو انجمن سلطنتی و یک فیزیکدان انگلیسی بود که وجود سطح فرمی را تأیید کرد. او استاد کاوندیش فیزیک از سال ۱۹۷۱ تا سال ۱۹۸۴ و عضو افتخاری کلر هال، دانشگاه کمبریج، که او اولین رئیس آن نیز محسوب می‌شد، بود. او در کالج کلیفتون تحصیل کرده بود.

## زندگی
او در سال ۱۹۵۶ به عضویت انجمن سلطنتی انتخاب شد و در سال ۱۹۷۵ به مقام شوالیه رسید. او در سال ۱۹۵۵ با شارلوت دایر ازدواج کرد، و آنها با هم صاحب سه فرزند دختر شدند. پیپارد یک صندوق برای حمایت از دانش آموزان تحصیلات تکمیلی تأسیس کرد که هم‌اکنون به فعالیت خود ادامه می‌دهد.

## کارهای علمی
او یک محقق در فیزیک ماده چگال بود و به عنوان یک عضو از گروه ماده کوانتوم (سابقاً گروه LTP) فعالیت می‌کرد.
برایان پیپارد به عنوان اولین مبادرت کننده ترسیم سطح فرمی، برای نظریه‌های غیر محلی او از پاسخ الکترومغناطیسی در فلزات معمولی و ابررساناها و همچنین به علت ریاست پویای فیزیک در کمبریج از سال ۱۹۷۱ تا ۱۹۸۲، شناخته می‌شود.